# Aristida nitidula
Aristida nitidula là một loài thực vật có hoa trong họ Hòa thảo. Loài này được (Henrard) S.T.Blake mô tả khoa học đầu tiên năm 1943.